# 2020年のセントルイス・カージナルス
2020年のセントルイス・カージナルス（2020 St. Louis Cardinals season、2020ねんのセントルイス・カージナルス）は、球団創設以来138年目のシーズン。ミズーリ州セントルイスのブッシュ・スタジアムIIIでは14年目のシーズン。監督は3年目のマイク・シルト。所属はナショナルリーグの中地区。

## オフシーズン
2019年シーズンは91勝71敗で地区優勝を達成し、ディビジョンシリーズではアトランタ・ブレーブスを下したが、チャンピオンシップシリーズではワシントン・ナショナルズに4連敗して敗退した。
2020年は世界中で新型コロナウイルスの感染が広まり、3月12日にはスプリングトレーニングの中止と開幕の延期が発表され、6月23日には公式戦開幕が7月23日か7月24日、レギュラーシーズンが全60試合で開催されること、特例処置でナショナルリーグにも指名打者が適用されることが発表された。6月30日にはマイナーリーグの開催中止が発表された。

## 開幕後
8月1日にチーム内で新型コロナウイルス感染者が相次いだため、8月14日まで試合が中止となった。
9月27日にレギュラーシーズンの全日程が終了し、30勝28敗で地区2位となりポストシーズンに進出した。
ワイルドカードシリーズではサンディエゴ・パドレスに初戦は勝利したが、2回戦から2連敗を喫して敗退した。
10月28日にはアダム・ウェインライト、ヤディアー・モリーナ、マット・ウィータース、ブラッド・ミラーがFAとなった。

## チーム成績

### シーズン成績
| アメリカンリーグ | アメリカンリーグ                  | アメリカンリーグ | アメリカンリーグ | アメリカンリーグ | アメリカンリーグ |        |        |        |        |        |        |        |        |        |
| 順               | チーム                            | 勝利             | 敗戦             | 勝率             | G差              |        |        |        |        |        |        |        |        |        |
| 東地区           | 東地区                            | 東地区           | 東地区           | 東地区           | 東地区           | 東地区 | 東地区 | 東地区 | 東地区 | 東地区 | 東地区 | 東地区 | 東地区 | 東地区 |
| ---------------- | --------------------------------- | ---------------- | ---------------- | ---------------- | ---------------- | ------ | ------ | ------ | ------ | ------ | ------ | ------ | ------ | ------ |
| 1                | (1)タンパベイ・レイズ             | 40               | 20               | .667             | -                |        |        |        |        |        |        |        |        |        |
| 2                | (5)ニューヨーク・ヤンキース       | 33               | 27               | .550             | 7.0              |        |        |        |        |        |        |        |        |        |
| 3                | (8)トロント・ブルージェイズ       | 32               | 28               | .533             | 8.0              |        |        |        |        |        |        |        |        |        |
| 4                | ボルチモア・オリオールズ          | 25               | 35               | .417             | 15.0             |        |        |        |        |        |        |        |        |        |
| 5                | ボストン・レッドソックス          | 24               | 36               | .400             | 16.0             |        |        |        |        |        |        |        |        |        |
| 中地区           |                                   |                  |                  |                  |                  |        |        |        |        |        |        |        |        |        |
| 1                | (3)ミネソタ・ツインズ             | 36               | 24               | .600             | -                |        |        |        |        |        |        |        |        |        |
| 2                | (4)クリーブランド・インディアンス | 35               | 25               | .583             | 1.0              |        |        |        |        |        |        |        |        |        |
| 3                | (7)シカゴ・ホワイトソックス       | 35               | 25               | .583             | 1.0              |        |        |        |        |        |        |        |        |        |
| 4                | カンザスシティ・ロイヤルズ        | 26               | 34               | .433             | 10.0             |        |        |        |        |        |        |        |        |        |
| 5                | デトロイト・タイガース            | 23               | 35               | .397             | 12.0             |        |        |        |        |        |        |        |        |        |
| 西地区           |                                   |                  |                  |                  |                  |        |        |        |        |        |        |        |        |        |
| 1                | (2)オークランド・アスレチックス   | 36               | 24               | .600             | -                |        |        |        |        |        |        |        |        |        |
| 2                | (6)ヒューストン・アストロズ       | 29               | 31               | .483             | 7.0              |        |        |        |        |        |        |        |        |        |
| 3                | シアトル・マリナーズ              | 27               | 33               | .450             | 9.0              |        |        |        |        |        |        |        |        |        |
| 4                | ロサンゼルス・エンゼルス          | 26               | 34               | .433             | 10.0             |        |        |        |        |        |        |        |        |        |
| 5                | テキサス・レンジャーズ            | 22               | 38               | .367             | 14.0             |        |        |        |        |        |        |        |        |        |

| ナショナルリーグ | ナショナルリーグ               | ナショナルリーグ | ナショナルリーグ | ナショナルリーグ | ナショナルリーグ |        |        |        |        |        |        |        |        |        |
| 順               | チーム                         | 勝利             | 敗戦             | 勝率             | G差              |        |        |        |        |        |        |        |        |        |
| 東地区           | 東地区                         | 東地区           | 東地区           | 東地区           | 東地区           | 東地区 | 東地区 | 東地区 | 東地区 | 東地区 | 東地区 | 東地区 | 東地区 | 東地区 |
| ---------------- | ------------------------------ | ---------------- | ---------------- | ---------------- | ---------------- | ------ | ------ | ------ | ------ | ------ | ------ | ------ | ------ | ------ |
| 1                | (2)アトランタ・ブレーブス      | 35               | 25               | .583             | -                |        |        |        |        |        |        |        |        |        |
| 2                | (6)マイアミ・マーリンズ        | 31               | 29               | .517             | 4.0              |        |        |        |        |        |        |        |        |        |
| 3                | フィラデルフィア・フィリーズ   | 28               | 32               | .467             | 7.0              |        |        |        |        |        |        |        |        |        |
| 4                | ワシントン・ナショナルズ       | 26               | 34               | .433             | 9.0              |        |        |        |        |        |        |        |        |        |
| 5                | ニューヨーク・メッツ           | 26               | 34               | .433             | 9.0              |        |        |        |        |        |        |        |        |        |
| 中地区           |                                |                  |                  |                  |                  |        |        |        |        |        |        |        |        |        |
| 1                | (3)シカゴ・カブス              | 34               | 26               | .567             | -                |        |        |        |        |        |        |        |        |        |
| 2                | (5)セントルイス・カージナルス  | 30               | 28               | .517             | 3.0              |        |        |        |        |        |        |        |        |        |
| 3                | (7)シンシナティ・レッズ        | 31               | 29               | .517             | 3.0              |        |        |        |        |        |        |        |        |        |
| 4                | (8)ミルウォーキー・ブルワーズ  | 29               | 31               | .483             | 5.0              |        |        |        |        |        |        |        |        |        |
| 5                | ピッツバーグ・パイレーツ       | 19               | 41               | .317             | 15.0             |        |        |        |        |        |        |        |        |        |
| 西地区           |                                |                  |                  |                  |                  |        |        |        |        |        |        |        |        |        |
| 1                | (1)ロサンゼルス・ドジャース    | 43               | 17               | .717             | -                |        |        |        |        |        |        |        |        |        |
| 2                | (4)サンディエゴ・パドレス      | 37               | 23               | .617             | 6.0              |        |        |        |        |        |        |        |        |        |
| 3                | サンフランシスコ・ジャイアンツ | 29               | 31               | .483             | 14.0             |        |        |        |        |        |        |        |        |        |
| 4                | コロラド・ロッキーズ           | 26               | 34               | .433             | 17.0             |        |        |        |        |        |        |        |        |        |
| 5                | アリゾナ・ダイヤモンドバックス | 25               | 35               | .417             | 18.0             |        |        |        |        |        |        |        |        |        |

| アメリカンリーグ       | アメリカンリーグ               | アメリカンリーグ | アメリカンリーグ | アメリカンリーグ | アメリカンリーグ | アメリカンリーグ | アメリカンリーグ | アメリカンリーグ | アメリカンリーグ | アメリカンリーグ | アメリカンリーグ | アメリカンリーグ | アメリカンリーグ | アメリカンリーグ |
| 順                     | チーム                         | 地区             | 勝               | 敗               | 率               | 差               |                  |                  |                  |                  |                  |                  |                  |                  |
| 地区1位                | 地区1位                        | 地区1位          | 地区1位          | 地区1位          | 地区1位          | 地区1位          | 地区1位          | 地区1位          | 地区1位          | 地区1位          | 地区1位          | 地区1位          | 地区1位          | 地区1位          |
| ---------------------- | ------------------------------ | ---------------- | ---------------- | ---------------- | ---------------- | ---------------- | ---------------- | ---------------- | ---------------- | ---------------- | ---------------- | ---------------- | ---------------- | ---------------- |
| 1                      | タンパベイ・レイズ             | 東               | 40               | 20               | .667             |                  |                  |                  |                  |                  |                  |                  |                  |                  |
| 2                      | オークランド・アスレチックス   | 西               | 36               | 24               | .600             |                  |                  |                  |                  |                  |                  |                  |                  |                  |
| 3                      | ミネソタ・ツインズ             | 中               | 36               | 24               | .600             |                  |                  |                  |                  |                  |                  |                  |                  |                  |
| 地区2位                |                                |                  |                  |                  |                  |                  |                  |                  |                  |                  |                  |                  |                  |                  |
| 4                      | クリーブランド・インディアンス | 中               | 35               | 25               | .583             |                  |                  |                  |                  |                  |                  |                  |                  |                  |
| 5                      | ニューヨーク・ヤンキース       | 東               | 33               | 27               | .550             |                  |                  |                  |                  |                  |                  |                  |                  |                  |
| 6                      | ヒューストン・アストロズ       | 西               | 29               | 31               | .483             |                  |                  |                  |                  |                  |                  |                  |                  |                  |
| ワイルドカード         |                                |                  |                  |                  |                  |                  |                  |                  |                  |                  |                  |                  |                  |                  |
| 7                      | シカゴ・ホワイトソックス       | 中               | 35               | 25               | .583             | -3.0             |                  |                  |                  |                  |                  |                  |                  |                  |
| 8                      | トロント・ブルージェイズ       | 東               | 32               | 28               | .533             | -                |                  |                  |                  |                  |                  |                  |                  |                  |
| レギュラーシーズン敗退 |                                |                  |                  |                  |                  |                  |                  |                  |                  |                  |                  |                  |                  |                  |
| 9                      | シアトル・マリナーズ           | 西               | 27               | 33               | .450             | 5.0              |                  |                  |                  |                  |                  |                  |                  |                  |
| 10                     | カンザスシティ・ロイヤルズ     | 中               | 26               | 34               | .433             | 6.0              |                  |                  |                  |                  |                  |                  |                  |                  |
| 11                     | ロサンゼルス・エンゼルス       | 西               | 26               | 34               | .433             | 6.0              |                  |                  |                  |                  |                  |                  |                  |                  |
| 12                     | ボルチモア・オリオールズ       | 東               | 25               | 35               | .417             | 7.0              |                  |                  |                  |                  |                  |                  |                  |                  |
| 13                     | ボストン・レッドソックス       | 東               | 24               | 36               | .400             | 8.0              |                  |                  |                  |                  |                  |                  |                  |                  |
| 14                     | デトロイト・タイガース         | 中               | 23               | 35               | .397             | 8.0              |                  |                  |                  |                  |                  |                  |                  |                  |
| 15                     | テキサス・レンジャーズ         | 西               | 22               | 38               | .367             | 10.0             |                  |                  |                  |                  |                  |                  |                  |                  |
| タイブレーク           |                                |                  |                  |                  |                  |                  |                  |                  |                  |                  |                  |                  |                  |                  |
|                        |                                |                  |                  |                  |                  |                  |                  |                  |                  |                  |                  |                  |                  |                  |

| ナショナルリーグ       | ナショナルリーグ               | ナショナルリーグ | ナショナルリーグ | ナショナルリーグ | ナショナルリーグ | ナショナルリーグ | ナショナルリーグ | ナショナルリーグ | ナショナルリーグ | ナショナルリーグ | ナショナルリーグ | ナショナルリーグ | ナショナルリーグ | ナショナルリーグ |
| 順                     | チーム                         | 地区             | 勝               | 敗               | 率               | 差               |                  |                  |                  |                  |                  |                  |                  |                  |
| 地区1位                | 地区1位                        | 地区1位          | 地区1位          | 地区1位          | 地区1位          | 地区1位          | 地区1位          | 地区1位          | 地区1位          | 地区1位          | 地区1位          | 地区1位          | 地区1位          | 地区1位          |
| ---------------------- | ------------------------------ | ---------------- | ---------------- | ---------------- | ---------------- | ---------------- | ---------------- | ---------------- | ---------------- | ---------------- | ---------------- | ---------------- | ---------------- | ---------------- |
| 1                      | ロサンゼルス・ドジャース       | 西               | 43               | 17               | .717             |                  |                  |                  |                  |                  |                  |                  |                  |                  |
| 2                      | アトランタ・ブレーブス         | 東               | 35               | 25               | .583             |                  |                  |                  |                  |                  |                  |                  |                  |                  |
| 3                      | シカゴ・カブス                 | 中               | 34               | 26               | .567             |                  |                  |                  |                  |                  |                  |                  |                  |                  |
| 地区2位                |                                |                  |                  |                  |                  |                  |                  |                  |                  |                  |                  |                  |                  |                  |
| 4                      | サンディエゴ・パドレス         | 西               | 37               | 23               | .617             |                  |                  |                  |                  |                  |                  |                  |                  |                  |
| 5                      | セントルイス・カージナルス     | 中               | 30               | 28               | .517             |                  |                  |                  |                  |                  |                  |                  |                  |                  |
| 6                      | マイアミ・マーリンズ           | 東               | 31               | 29               | .517             |                  |                  |                  |                  |                  |                  |                  |                  |                  |
| ワイルドカード         |                                |                  |                  |                  |                  |                  |                  |                  |                  |                  |                  |                  |                  |                  |
| 7                      | シンシナティ・レッズ           | 中               | 31               | 29               | .517             | -2.0             |                  |                  |                  |                  |                  |                  |                  |                  |
| 8                      | ミルウォーキー・ブルワーズ     | 中               | 29               | 31               | .483             | -                |                  |                  |                  |                  |                  |                  |                  |                  |
| レギュラーシーズン敗退 |                                |                  |                  |                  |                  |                  |                  |                  |                  |                  |                  |                  |                  |                  |
| 9                      | サンフランシスコ・ジャイアンツ | 西               | 29               | 31               | .483             | 0.0              |                  |                  |                  |                  |                  |                  |                  |                  |
| 10                     | フィラデルフィア・フィリーズ   | 東               | 28               | 32               | .467             | 1.0              |                  |                  |                  |                  |                  |                  |                  |                  |
| 11                     | コロラド・ロッキーズ           | 西               | 26               | 34               | .433             | 3.0              |                  |                  |                  |                  |                  |                  |                  |                  |
| 12                     | ニューヨーク・メッツ           | 東               | 26               | 34               | .433             | 3.0              |                  |                  |                  |                  |                  |                  |                  |                  |
| 13                     | ワシントン・ナショナルズ       | 東               | 26               | 34               | .433             | 3.0              |                  |                  |                  |                  |                  |                  |                  |                  |
| 14                     | アリゾナ・ダイヤモンドバックス | 西               | 25               | 35               | .417             | 4.0              |                  |                  |                  |                  |                  |                  |                  |                  |
| 15                     | ピッツバーグ・パイレーツ       | 中               | 19               | 41               | .317             | 10.0             |                  |                  |                  |                  |                  |                  |                  |                  |
| タイブレーク           |                                |                  |                  |                  |                  |                  |                  |                  |                  |                  |                  |                  |                  |                  |
| 1.                     |                                |                  |                  |                  |                  |                  |                  |                  |                  |                  |                  |                  |                  |                  |

### ポストシーズン
| |                                       |                                       |                                       |                                       |                                       |                                       |                                       |                                   |                                   |                                   |                                   |                                   |                                   |                                   |                                     |                                     |                                     |                                     |                                     |                                     |                                     |                         |                         |                         |                         |                  |                  |                                     |                                     |                                     |                                     |                                     |                                     |                                     |
| | 9/29,30 ターゲット・フィールド        | 9/29,30 ターゲット・フィールド        | 9/29,30 ターゲット・フィールド        | 9/29,30 ターゲット・フィールド        | 9/29,30 ターゲット・フィールド        | 9/29,30 ターゲット・フィールド        | 9/29,30 ターゲット・フィールド        |                                   |                                   | 10/5-8 ドジャー・スタジアム       | 10/5-8 ドジャー・スタジアム       | 10/5-8 ドジャー・スタジアム       | 10/5-8 ドジャー・スタジアム       | 10/5-8 ドジャー・スタジアム       | 10/5-8 ドジャー・スタジアム         | 10/5-8 ドジャー・スタジアム         |                                     |                                     | 10/11-17 ペトコ・パーク             | 10/11-17 ペトコ・パーク             | 10/11-17 ペトコ・パーク             | 10/11-17 ペトコ・パーク | 10/11-17 ペトコ・パーク | 10/11-17 ペトコ・パーク | 10/11-17 ペトコ・パーク |                  |                  | 10/20-27 グローブライフ・フィールド | 10/20-27 グローブライフ・フィールド | 10/20-27 グローブライフ・フィールド | 10/20-27 グローブライフ・フィールド | 10/20-27 グローブライフ・フィールド | 10/20-27 グローブライフ・フィールド | 10/20-27 グローブライフ・フィールド |
| | 9/29,30 ターゲット・フィールド        | 9/29,30 ターゲット・フィールド        | 9/29,30 ターゲット・フィールド        | 9/29,30 ターゲット・フィールド        | 9/29,30 ターゲット・フィールド        | 9/29,30 ターゲット・フィールド        | 9/29,30 ターゲット・フィールド        |                                   |                                   | 10/5-8 ドジャー・スタジアム       | 10/5-8 ドジャー・スタジアム       | 10/5-8 ドジャー・スタジアム       | 10/5-8 ドジャー・スタジアム       | 10/5-8 ドジャー・スタジアム       | 10/5-8 ドジャー・スタジアム         | 10/5-8 ドジャー・スタジアム         |                                     |                                     | 10/11-17 ペトコ・パーク             | 10/11-17 ペトコ・パーク             | 10/11-17 ペトコ・パーク             | 10/11-17 ペトコ・パーク | 10/11-17 ペトコ・パーク | 10/11-17 ペトコ・パーク | 10/11-17 ペトコ・パーク |                  |                  | 10/20-27 グローブライフ・フィールド | 10/20-27 グローブライフ・フィールド | 10/20-27 グローブライフ・フィールド | 10/20-27 グローブライフ・フィールド | 10/20-27 グローブライフ・フィールド | 10/20-27 グローブライフ・フィールド | 10/20-27 グローブライフ・フィールド |
| | 6                                     | アストロズ                            | アストロズ                            | アストロズ                            | アストロズ                            | アストロズ                            | アストロズ                            |                                   |                                   | 10/5-8 ドジャー・スタジアム       | 10/5-8 ドジャー・スタジアム       | 10/5-8 ドジャー・スタジアム       | 10/5-8 ドジャー・スタジアム       | 10/5-8 ドジャー・スタジアム       | 10/5-8 ドジャー・スタジアム         | 10/5-8 ドジャー・スタジアム         |                                     |                                     | 10/11-17 ペトコ・パーク             | 10/11-17 ペトコ・パーク             | 10/11-17 ペトコ・パーク             | 10/11-17 ペトコ・パーク | 10/11-17 ペトコ・パーク | 10/11-17 ペトコ・パーク | 10/11-17 ペトコ・パーク |                  |                  | 10/20-27 グローブライフ・フィールド | 10/20-27 グローブライフ・フィールド | 10/20-27 グローブライフ・フィールド | 10/20-27 グローブライフ・フィールド | 10/20-27 グローブライフ・フィールド | 10/20-27 グローブライフ・フィールド | 10/20-27 グローブライフ・フィールド |
| | 4                                     | 3                                     |                                       |                                       |                                       |                                       |                                       |                                   |                                   | 10/5-8 ドジャー・スタジアム       | 10/5-8 ドジャー・スタジアム       | 10/5-8 ドジャー・スタジアム       | 10/5-8 ドジャー・スタジアム       | 10/5-8 ドジャー・スタジアム       | 10/5-8 ドジャー・スタジアム         | 10/5-8 ドジャー・スタジアム         |                                     |                                     | 10/11-17 ペトコ・パーク             | 10/11-17 ペトコ・パーク             | 10/11-17 ペトコ・パーク             | 10/11-17 ペトコ・パーク | 10/11-17 ペトコ・パーク | 10/11-17 ペトコ・パーク | 10/11-17 ペトコ・パーク |                  |                  | 10/20-27 グローブライフ・フィールド | 10/20-27 グローブライフ・フィールド | 10/20-27 グローブライフ・フィールド | 10/20-27 グローブライフ・フィールド | 10/20-27 グローブライフ・フィールド | 10/20-27 グローブライフ・フィールド | 10/20-27 グローブライフ・フィールド |
| | 1                                     | 1                                     |                                       |                                       |                                       |                                       |                                       |                                   |                                   | 10/5-8 ドジャー・スタジアム       | 10/5-8 ドジャー・スタジアム       | 10/5-8 ドジャー・スタジアム       | 10/5-8 ドジャー・スタジアム       | 10/5-8 ドジャー・スタジアム       | 10/5-8 ドジャー・スタジアム         | 10/5-8 ドジャー・スタジアム         |                                     |                                     | 10/11-17 ペトコ・パーク             | 10/11-17 ペトコ・パーク             | 10/11-17 ペトコ・パーク             | 10/11-17 ペトコ・パーク | 10/11-17 ペトコ・パーク | 10/11-17 ペトコ・パーク | 10/11-17 ペトコ・パーク |                  |                  | 10/20-27 グローブライフ・フィールド | 10/20-27 グローブライフ・フィールド | 10/20-27 グローブライフ・フィールド | 10/20-27 グローブライフ・フィールド | 10/20-27 グローブライフ・フィールド | 10/20-27 グローブライフ・フィールド | 10/20-27 グローブライフ・フィールド |
| | 3                                     | ツインズ                              | ツインズ                              | ツインズ                              | ツインズ                              | ツインズ                              | ツインズ                              | 6                                 | アストロズ                        | アストロズ                        | アストロズ                        | アストロズ                        | アストロズ                        | アストロズ                        |                                     |                                     |                                     |                                     | 10/11-17 ペトコ・パーク             | 10/11-17 ペトコ・パーク             | 10/11-17 ペトコ・パーク             | 10/11-17 ペトコ・パーク | 10/11-17 ペトコ・パーク | 10/11-17 ペトコ・パーク | 10/11-17 ペトコ・パーク |                  |                  | 10/20-27 グローブライフ・フィールド | 10/20-27 グローブライフ・フィールド | 10/20-27 グローブライフ・フィールド | 10/20-27 グローブライフ・フィールド | 10/20-27 グローブライフ・フィールド | 10/20-27 グローブライフ・フィールド | 10/20-27 グローブライフ・フィールド |
| | 9/29,30,10/1 オークランド・コロシアム | 9/29,30,10/1 オークランド・コロシアム | 9/29,30,10/1 オークランド・コロシアム | 9/29,30,10/1 オークランド・コロシアム | 9/29,30,10/1 オークランド・コロシアム | 9/29,30,10/1 オークランド・コロシアム | 9/29,30,10/1 オークランド・コロシアム | 10                                | 5                                 | 7                                 | 11                                |                                   |                                   |                                   |                                     |                                     |                                     |                                     | 10/11-17 ペトコ・パーク             | 10/11-17 ペトコ・パーク             | 10/11-17 ペトコ・パーク             | 10/11-17 ペトコ・パーク | 10/11-17 ペトコ・パーク | 10/11-17 ペトコ・パーク | 10/11-17 ペトコ・パーク |                  |                  | 10/20-27 グローブライフ・フィールド | 10/20-27 グローブライフ・フィールド | 10/20-27 グローブライフ・フィールド | 10/20-27 グローブライフ・フィールド | 10/20-27 グローブライフ・フィールド | 10/20-27 グローブライフ・フィールド | 10/20-27 グローブライフ・フィールド |
| | 9/29,30,10/1 オークランド・コロシアム | 9/29,30,10/1 オークランド・コロシアム | 9/29,30,10/1 オークランド・コロシアム | 9/29,30,10/1 オークランド・コロシアム | 9/29,30,10/1 オークランド・コロシアム | 9/29,30,10/1 オークランド・コロシアム | 9/29,30,10/1 オークランド・コロシアム |                                   | 5                                 | 2                                 | 9                                 | 6                                 |                                   |                                   |                                     |                                     |                                     |                                     | 10/11-17 ペトコ・パーク             | 10/11-17 ペトコ・パーク             | 10/11-17 ペトコ・パーク             | 10/11-17 ペトコ・パーク | 10/11-17 ペトコ・パーク | 10/11-17 ペトコ・パーク | 10/11-17 ペトコ・パーク |                  |                  | 10/20-27 グローブライフ・フィールド | 10/20-27 グローブライフ・フィールド | 10/20-27 グローブライフ・フィールド | 10/20-27 グローブライフ・フィールド | 10/20-27 グローブライフ・フィールド | 10/20-27 グローブライフ・フィールド | 10/20-27 グローブライフ・フィールド |
| | 7                                     | ホワイトソックス                      | ホワイトソックス                      | ホワイトソックス                      | ホワイトソックス                      | ホワイトソックス                      | ホワイトソックス                      | 2                                 | アスレチックス                    | アスレチックス                    | アスレチックス                    | アスレチックス                    | アスレチックス                    | アスレチックス                    |                                     |                                     |                                     |                                     | 10/11-17 ペトコ・パーク             | 10/11-17 ペトコ・パーク             | 10/11-17 ペトコ・パーク             | 10/11-17 ペトコ・パーク | 10/11-17 ペトコ・パーク | 10/11-17 ペトコ・パーク | 10/11-17 ペトコ・パーク |                  |                  | 10/20-27 グローブライフ・フィールド | 10/20-27 グローブライフ・フィールド | 10/20-27 グローブライフ・フィールド | 10/20-27 グローブライフ・フィールド | 10/20-27 グローブライフ・フィールド | 10/20-27 グローブライフ・フィールド | 10/20-27 グローブライフ・フィールド |
| | 4                                     | 3                                     | 4                                     |                                       |                                       |                                       |                                       | 10/5-9 ペトコ・パーク             | 10/5-9 ペトコ・パーク             | 10/5-9 ペトコ・パーク             | 10/5-9 ペトコ・パーク             | 10/5-9 ペトコ・パーク             | 10/5-9 ペトコ・パーク             | 10/5-9 ペトコ・パーク             |                                     |                                     |                                     |                                     | 10/11-17 ペトコ・パーク             | 10/11-17 ペトコ・パーク             | 10/11-17 ペトコ・パーク             | 10/11-17 ペトコ・パーク | 10/11-17 ペトコ・パーク | 10/11-17 ペトコ・パーク | 10/11-17 ペトコ・パーク |                  |                  | 10/20-27 グローブライフ・フィールド | 10/20-27 グローブライフ・フィールド | 10/20-27 グローブライフ・フィールド | 10/20-27 グローブライフ・フィールド | 10/20-27 グローブライフ・フィールド | 10/20-27 グローブライフ・フィールド | 10/20-27 グローブライフ・フィールド |
| | 1                                     | 5                                     | 6                                     |                                       |                                       |                                       |                                       | 10/5-9 ペトコ・パーク             | 10/5-9 ペトコ・パーク             | 10/5-9 ペトコ・パーク             | 10/5-9 ペトコ・パーク             | 10/5-9 ペトコ・パーク             | 10/5-9 ペトコ・パーク             | 10/5-9 ペトコ・パーク             |                                     |                                     |                                     |                                     | 10/11-17 ペトコ・パーク             | 10/11-17 ペトコ・パーク             | 10/11-17 ペトコ・パーク             | 10/11-17 ペトコ・パーク | 10/11-17 ペトコ・パーク | 10/11-17 ペトコ・パーク | 10/11-17 ペトコ・パーク |                  |                  | 10/20-27 グローブライフ・フィールド | 10/20-27 グローブライフ・フィールド | 10/20-27 グローブライフ・フィールド | 10/20-27 グローブライフ・フィールド | 10/20-27 グローブライフ・フィールド | 10/20-27 グローブライフ・フィールド | 10/20-27 グローブライフ・フィールド |
| | 2                                     | アスレチックス                        | アスレチックス                        | アスレチックス                        | アスレチックス                        | アスレチックス                        | アスレチックス                        | 10/5-9 ペトコ・パーク             | 10/5-9 ペトコ・パーク             | 10/5-9 ペトコ・パーク             | 10/5-9 ペトコ・パーク             | 10/5-9 ペトコ・パーク             | 10/5-9 ペトコ・パーク             | 10/5-9 ペトコ・パーク             | 6                                   | アストロズ                          | アストロズ                          | アストロズ                          | アストロズ                          | アストロズ                          | アストロズ                          |                         |                         |                         |                         |                  |                  | 10/20-27 グローブライフ・フィールド | 10/20-27 グローブライフ・フィールド | 10/20-27 グローブライフ・フィールド | 10/20-27 グローブライフ・フィールド | 10/20-27 グローブライフ・フィールド | 10/20-27 グローブライフ・フィールド | 10/20-27 グローブライフ・フィールド |
| | 9/29,30 プログレッシブ・フィールド    | 9/29,30 プログレッシブ・フィールド    | 9/29,30 プログレッシブ・フィールド    | 9/29,30 プログレッシブ・フィールド    | 9/29,30 プログレッシブ・フィールド    | 9/29,30 プログレッシブ・フィールド    | 9/29,30 プログレッシブ・フィールド    | 10/5-9 ペトコ・パーク             | 10/5-9 ペトコ・パーク             | 10/5-9 ペトコ・パーク             | 10/5-9 ペトコ・パーク             | 10/5-9 ペトコ・パーク             | 10/5-9 ペトコ・パーク             | 10/5-9 ペトコ・パーク             | 1                                   | 2                                   | 2                                   | 4                                   | 4                                   | 7                                   | 2                                   |                         |                         |                         |                         |                  |                  | 10/20-27 グローブライフ・フィールド | 10/20-27 グローブライフ・フィールド | 10/20-27 グローブライフ・フィールド | 10/20-27 グローブライフ・フィールド | 10/20-27 グローブライフ・フィールド | 10/20-27 グローブライフ・フィールド | 10/20-27 グローブライフ・フィールド |
| | 9/29,30 プログレッシブ・フィールド    | 9/29,30 プログレッシブ・フィールド    | 9/29,30 プログレッシブ・フィールド    | 9/29,30 プログレッシブ・フィールド    | 9/29,30 プログレッシブ・フィールド    | 9/29,30 プログレッシブ・フィールド    | 9/29,30 プログレッシブ・フィールド    | 10/5-9 ペトコ・パーク             | 10/5-9 ペトコ・パーク             | 10/5-9 ペトコ・パーク             | 10/5-9 ペトコ・パーク             | 10/5-9 ペトコ・パーク             | 10/5-9 ペトコ・パーク             | 10/5-9 ペトコ・パーク             |                                     | 2                                   | 4                                   | 5                                   | 3                                   | 3                                   | 4                                   | 4                       |                         |                         |                         |                  |                  | 10/20-27 グローブライフ・フィールド | 10/20-27 グローブライフ・フィールド | 10/20-27 グローブライフ・フィールド | 10/20-27 グローブライフ・フィールド | 10/20-27 グローブライフ・フィールド | 10/20-27 グローブライフ・フィールド | 10/20-27 グローブライフ・フィールド |
| | 5                                     | ヤンキース                            | ヤンキース                            | ヤンキース                            | ヤンキース                            | ヤンキース                            | ヤンキース                            | 10/5-9 ペトコ・パーク             | 10/5-9 ペトコ・パーク             | 10/5-9 ペトコ・パーク             | 10/5-9 ペトコ・パーク             | 10/5-9 ペトコ・パーク             | 10/5-9 ペトコ・パーク             | 10/5-9 ペトコ・パーク             | 1                                   | レイズ                              | レイズ                              | レイズ                              | レイズ                              | レイズ                              | レイズ                              |                         |                         |                         |                         |                  |                  | 10/20-27 グローブライフ・フィールド | 10/20-27 グローブライフ・フィールド | 10/20-27 グローブライフ・フィールド | 10/20-27 グローブライフ・フィールド | 10/20-27 グローブライフ・フィールド | 10/20-27 グローブライフ・フィールド | 10/20-27 グローブライフ・フィールド |
| | 12                                    | 10                                    |                                       |                                       |                                       |                                       |                                       | 10/5-9 ペトコ・パーク             | 10/5-9 ペトコ・パーク             | 10/5-9 ペトコ・パーク             | 10/5-9 ペトコ・パーク             | 10/5-9 ペトコ・パーク             | 10/5-9 ペトコ・パーク             | 10/5-9 ペトコ・パーク             | ALCS                                | ALCS                                | ALCS                                | ALCS                                | ALCS                                | ALCS                                | ALCS                                |                         |                         |                         |                         |                  |                  | 10/20-27 グローブライフ・フィールド | 10/20-27 グローブライフ・フィールド | 10/20-27 グローブライフ・フィールド | 10/20-27 グローブライフ・フィールド | 10/20-27 グローブライフ・フィールド | 10/20-27 グローブライフ・フィールド | 10/20-27 グローブライフ・フィールド |
| | 3                                     | 9                                     |                                       |                                       |                                       |                                       |                                       | 10/5-9 ペトコ・パーク             | 10/5-9 ペトコ・パーク             | 10/5-9 ペトコ・パーク             | 10/5-9 ペトコ・パーク             | 10/5-9 ペトコ・パーク             | 10/5-9 ペトコ・パーク             | 10/5-9 ペトコ・パーク             | ALCS                                | ALCS                                | ALCS                                | ALCS                                | ALCS                                | ALCS                                | ALCS                                |                         |                         |                         |                         |                  |                  | 10/20-27 グローブライフ・フィールド | 10/20-27 グローブライフ・フィールド | 10/20-27 グローブライフ・フィールド | 10/20-27 グローブライフ・フィールド | 10/20-27 グローブライフ・フィールド | 10/20-27 グローブライフ・フィールド | 10/20-27 グローブライフ・フィールド |
| | 4                                     | インディアンス                        | インディアンス                        | インディアンス                        | インディアンス                        | インディアンス                        | インディアンス                        | 5                                 | ヤンキース                        | ヤンキース                        | ヤンキース                        | ヤンキース                        | ヤンキース                        | ヤンキース                        | 10/12-18 グローブライフ・フィールド | 10/12-18 グローブライフ・フィールド | 10/12-18 グローブライフ・フィールド | 10/12-18 グローブライフ・フィールド | 10/12-18 グローブライフ・フィールド | 10/12-18 グローブライフ・フィールド | 10/12-18 グローブライフ・フィールド |                         |                         |                         |                         |                  |                  | 10/20-27 グローブライフ・フィールド | 10/20-27 グローブライフ・フィールド | 10/20-27 グローブライフ・フィールド | 10/20-27 グローブライフ・フィールド | 10/20-27 グローブライフ・フィールド | 10/20-27 グローブライフ・フィールド | 10/20-27 グローブライフ・フィールド |
| | 9/29,30 トロピカーナ・フィールド      | 9/29,30 トロピカーナ・フィールド      | 9/29,30 トロピカーナ・フィールド      | 9/29,30 トロピカーナ・フィールド      | 9/29,30 トロピカーナ・フィールド      | 9/29,30 トロピカーナ・フィールド      | 9/29,30 トロピカーナ・フィールド      | 9                                 | 5                                 | 4                                 | 5                                 | 1                                 |                                   |                                   | 10/12-18 グローブライフ・フィールド | 10/12-18 グローブライフ・フィールド | 10/12-18 グローブライフ・フィールド | 10/12-18 グローブライフ・フィールド | 10/12-18 グローブライフ・フィールド | 10/12-18 グローブライフ・フィールド | 10/12-18 グローブライフ・フィールド |                         |                         |                         |                         |                  |                  | 10/20-27 グローブライフ・フィールド | 10/20-27 グローブライフ・フィールド | 10/20-27 グローブライフ・フィールド | 10/20-27 グローブライフ・フィールド | 10/20-27 グローブライフ・フィールド | 10/20-27 グローブライフ・フィールド | 10/20-27 グローブライフ・フィールド |
| | 9/29,30 トロピカーナ・フィールド      | 9/29,30 トロピカーナ・フィールド      | 9/29,30 トロピカーナ・フィールド      | 9/29,30 トロピカーナ・フィールド      | 9/29,30 トロピカーナ・フィールド      | 9/29,30 トロピカーナ・フィールド      | 9/29,30 トロピカーナ・フィールド      |                                   | 3                                 | 7                                 | 8                                 | 1                                 | 2                                 |                                   |                                     | 10/12-18 グローブライフ・フィールド | 10/12-18 グローブライフ・フィールド | 10/12-18 グローブライフ・フィールド | 10/12-18 グローブライフ・フィールド | 10/12-18 グローブライフ・フィールド | 10/12-18 グローブライフ・フィールド |                         |                         |                         |                         |                  |                  | 10/20-27 グローブライフ・フィールド | 10/20-27 グローブライフ・フィールド | 10/20-27 グローブライフ・フィールド | 10/20-27 グローブライフ・フィールド | 10/20-27 グローブライフ・フィールド | 10/20-27 グローブライフ・フィールド | 10/20-27 グローブライフ・フィールド |
| | 8                                     | ブルージェイズ                        | ブルージェイズ                        | ブルージェイズ                        | ブルージェイズ                        | ブルージェイズ                        | ブルージェイズ                        | 1                                 | レイズ                            | レイズ                            | レイズ                            | レイズ                            | レイズ                            | レイズ                            | 10/12-18 グローブライフ・フィールド | 10/12-18 グローブライフ・フィールド | 10/12-18 グローブライフ・フィールド | 10/12-18 グローブライフ・フィールド | 10/12-18 グローブライフ・フィールド | 10/12-18 グローブライフ・フィールド | 10/12-18 グローブライフ・フィールド |                         |                         |                         |                         |                  |                  | 10/20-27 グローブライフ・フィールド | 10/20-27 グローブライフ・フィールド | 10/20-27 グローブライフ・フィールド | 10/20-27 グローブライフ・フィールド | 10/20-27 グローブライフ・フィールド | 10/20-27 グローブライフ・フィールド | 10/20-27 グローブライフ・フィールド |
| | 1                                     | 2                                     |                                       |                                       |                                       |                                       |                                       | ALDS                              | ALDS                              | ALDS                              | ALDS                              | ALDS                              | ALDS                              | ALDS                              | 10/12-18 グローブライフ・フィールド | 10/12-18 グローブライフ・フィールド | 10/12-18 グローブライフ・フィールド | 10/12-18 グローブライフ・フィールド | 10/12-18 グローブライフ・フィールド | 10/12-18 グローブライフ・フィールド | 10/12-18 グローブライフ・フィールド |                         |                         |                         |                         |                  |                  | 10/20-27 グローブライフ・フィールド | 10/20-27 グローブライフ・フィールド | 10/20-27 グローブライフ・フィールド | 10/20-27 グローブライフ・フィールド | 10/20-27 グローブライフ・フィールド | 10/20-27 グローブライフ・フィールド | 10/20-27 グローブライフ・フィールド |
| | 3                                     | 8                                     |                                       |                                       |                                       |                                       |                                       | ALDS                              | ALDS                              | ALDS                              | ALDS                              | ALDS                              | ALDS                              | ALDS                              | 10/12-18 グローブライフ・フィールド | 10/12-18 グローブライフ・フィールド | 10/12-18 グローブライフ・フィールド | 10/12-18 グローブライフ・フィールド | 10/12-18 グローブライフ・フィールド | 10/12-18 グローブライフ・フィールド | 10/12-18 グローブライフ・フィールド |                         |                         |                         |                         |                  |                  | 10/20-27 グローブライフ・フィールド | 10/20-27 グローブライフ・フィールド | 10/20-27 グローブライフ・フィールド | 10/20-27 グローブライフ・フィールド | 10/20-27 グローブライフ・フィールド | 10/20-27 グローブライフ・フィールド | 10/20-27 グローブライフ・フィールド |
| | 1                                     | レイズ                                | レイズ                                | レイズ                                | レイズ                                | レイズ                                | レイズ                                | 10/6-8 ミニッツメイド・パーク     | 10/6-8 ミニッツメイド・パーク     | 10/6-8 ミニッツメイド・パーク     | 10/6-8 ミニッツメイド・パーク     | 10/6-8 ミニッツメイド・パーク     | 10/6-8 ミニッツメイド・パーク     | 10/6-8 ミニッツメイド・パーク     | 10/12-18 グローブライフ・フィールド | 10/12-18 グローブライフ・フィールド | 10/12-18 グローブライフ・フィールド | 10/12-18 グローブライフ・フィールド | 10/12-18 グローブライフ・フィールド | 10/12-18 グローブライフ・フィールド | 10/12-18 グローブライフ・フィールド |                         |                         |                         |                         |                  |                  | 10/20-27 グローブライフ・フィールド | 10/20-27 グローブライフ・フィールド | 10/20-27 グローブライフ・フィールド | 10/20-27 グローブライフ・フィールド | 10/20-27 グローブライフ・フィールド | 10/20-27 グローブライフ・フィールド | 10/20-27 グローブライフ・フィールド |
| | ALWC                                  | ALWC                                  | ALWC                                  | ALWC                                  | ALWC                                  | ALWC                                  | ALWC                                  | 10/6-8 ミニッツメイド・パーク     | 10/6-8 ミニッツメイド・パーク     | 10/6-8 ミニッツメイド・パーク     | 10/6-8 ミニッツメイド・パーク     | 10/6-8 ミニッツメイド・パーク     | 10/6-8 ミニッツメイド・パーク     | 10/6-8 ミニッツメイド・パーク     | 10/12-18 グローブライフ・フィールド | 10/12-18 グローブライフ・フィールド | 10/12-18 グローブライフ・フィールド | 10/12-18 グローブライフ・フィールド | 10/12-18 グローブライフ・フィールド | 10/12-18 グローブライフ・フィールド | 10/12-18 グローブライフ・フィールド | A1                      | レイズ                  | レイズ                  | レイズ                  | レイズ           | レイズ           | レイズ                              |                                     |                                     |                                     |                                     |                                     |                                     |
| | ALWC                                  | ALWC                                  | ALWC                                  | ALWC                                  | ALWC                                  | ALWC                                  | ALWC                                  | 10/6-8 ミニッツメイド・パーク     | 10/6-8 ミニッツメイド・パーク     | 10/6-8 ミニッツメイド・パーク     | 10/6-8 ミニッツメイド・パーク     | 10/6-8 ミニッツメイド・パーク     | 10/6-8 ミニッツメイド・パーク     | 10/6-8 ミニッツメイド・パーク     | 10/12-18 グローブライフ・フィールド | 10/12-18 グローブライフ・フィールド | 10/12-18 グローブライフ・フィールド | 10/12-18 グローブライフ・フィールド | 10/12-18 グローブライフ・フィールド | 10/12-18 グローブライフ・フィールド | 10/12-18 グローブライフ・フィールド | 3                       | 6                       | 2                       | 8                       | 2                | 1                |                                     |                                     |                                     |                                     |                                     |                                     |                                     |
| | 9/30,10/2 リグレー・フィールド        | 9/30,10/2 リグレー・フィールド        | 9/30,10/2 リグレー・フィールド        | 9/30,10/2 リグレー・フィールド        | 9/30,10/2 リグレー・フィールド        | 9/30,10/2 リグレー・フィールド        | 9/30,10/2 リグレー・フィールド        | 10/6-8 ミニッツメイド・パーク     | 10/6-8 ミニッツメイド・パーク     | 10/6-8 ミニッツメイド・パーク     | 10/6-8 ミニッツメイド・パーク     | 10/6-8 ミニッツメイド・パーク     | 10/6-8 ミニッツメイド・パーク     | 10/6-8 ミニッツメイド・パーク     | 10/12-18 グローブライフ・フィールド | 10/12-18 グローブライフ・フィールド | 10/12-18 グローブライフ・フィールド | 10/12-18 グローブライフ・フィールド | 10/12-18 グローブライフ・フィールド | 10/12-18 グローブライフ・フィールド | 10/12-18 グローブライフ・フィールド |                         | 8                       | 4                       | 6                       | 7                | 4                | 3                                   |                                     |                                     |                                     |                                     |                                     |                                     |
| | 9/30,10/2 リグレー・フィールド        | 9/30,10/2 リグレー・フィールド        | 9/30,10/2 リグレー・フィールド        | 9/30,10/2 リグレー・フィールド        | 9/30,10/2 リグレー・フィールド        | 9/30,10/2 リグレー・フィールド        | 9/30,10/2 リグレー・フィールド        | 10/6-8 ミニッツメイド・パーク     | 10/6-8 ミニッツメイド・パーク     | 10/6-8 ミニッツメイド・パーク     | 10/6-8 ミニッツメイド・パーク     | 10/6-8 ミニッツメイド・パーク     | 10/6-8 ミニッツメイド・パーク     | 10/6-8 ミニッツメイド・パーク     | 10/12-18 グローブライフ・フィールド | 10/12-18 グローブライフ・フィールド | 10/12-18 グローブライフ・フィールド | 10/12-18 グローブライフ・フィールド | 10/12-18 グローブライフ・フィールド | 10/12-18 グローブライフ・フィールド | 10/12-18 グローブライフ・フィールド | N1                      | ドジャース              | ドジャース              | ドジャース              | ドジャース       | ドジャース       | ドジャース                          |                                     |                                     |                                     |                                     |                                     |                                     |
| | 6                                     | マーリンズ                            | マーリンズ                            | マーリンズ                            | マーリンズ                            | マーリンズ                            | マーリンズ                            | 10/6-8 ミニッツメイド・パーク     | 10/6-8 ミニッツメイド・パーク     | 10/6-8 ミニッツメイド・パーク     | 10/6-8 ミニッツメイド・パーク     | 10/6-8 ミニッツメイド・パーク     | 10/6-8 ミニッツメイド・パーク     | 10/6-8 ミニッツメイド・パーク     | 10/12-18 グローブライフ・フィールド | 10/12-18 グローブライフ・フィールド | 10/12-18 グローブライフ・フィールド | 10/12-18 グローブライフ・フィールド | 10/12-18 グローブライフ・フィールド | 10/12-18 グローブライフ・フィールド | 10/12-18 グローブライフ・フィールド | ワールドシリーズ        | ワールドシリーズ        | ワールドシリーズ        | ワールドシリーズ        | ワールドシリーズ | ワールドシリーズ | ワールドシリーズ                    |                                     |                                     |                                     |                                     |                                     |                                     |
| | 5                                     | 2                                     |                                       |                                       |                                       |                                       |                                       | 10/6-8 ミニッツメイド・パーク     | 10/6-8 ミニッツメイド・パーク     | 10/6-8 ミニッツメイド・パーク     | 10/6-8 ミニッツメイド・パーク     | 10/6-8 ミニッツメイド・パーク     | 10/6-8 ミニッツメイド・パーク     | 10/6-8 ミニッツメイド・パーク     | 10/12-18 グローブライフ・フィールド | 10/12-18 グローブライフ・フィールド | 10/12-18 グローブライフ・フィールド | 10/12-18 グローブライフ・フィールド | 10/12-18 グローブライフ・フィールド | 10/12-18 グローブライフ・フィールド | 10/12-18 グローブライフ・フィールド | ワールドシリーズ        | ワールドシリーズ        | ワールドシリーズ        | ワールドシリーズ        | ワールドシリーズ | ワールドシリーズ | ワールドシリーズ                    |                                     |                                     |                                     |                                     |                                     |                                     |
| | 1                                     | 0                                     |                                       |                                       |                                       |                                       |                                       | 10/6-8 ミニッツメイド・パーク     | 10/6-8 ミニッツメイド・パーク     | 10/6-8 ミニッツメイド・パーク     | 10/6-8 ミニッツメイド・パーク     | 10/6-8 ミニッツメイド・パーク     | 10/6-8 ミニッツメイド・パーク     | 10/6-8 ミニッツメイド・パーク     | 10/12-18 グローブライフ・フィールド | 10/12-18 グローブライフ・フィールド | 10/12-18 グローブライフ・フィールド | 10/12-18 グローブライフ・フィールド | 10/12-18 グローブライフ・フィールド | 10/12-18 グローブライフ・フィールド | 10/12-18 グローブライフ・フィールド |                         |                         |                         |                         |                  |                  |                                     |                                     |                                     |                                     |                                     |                                     |                                     |
| | 3                                     | カブス                                | カブス                                | カブス                                | カブス                                | カブス                                | カブス                                | 6                                 | マーリンズ                        | マーリンズ                        | マーリンズ                        | マーリンズ                        | マーリンズ                        | マーリンズ                        | 10/12-18 グローブライフ・フィールド | 10/12-18 グローブライフ・フィールド | 10/12-18 グローブライフ・フィールド | 10/12-18 グローブライフ・フィールド | 10/12-18 グローブライフ・フィールド | 10/12-18 グローブライフ・フィールド | 10/12-18 グローブライフ・フィールド |                         |                         |                         |                         |                  |                  |                                     |                                     |                                     |                                     |                                     |                                     |                                     |
| | 9/30,10/1 トゥルーイスト・パーク      | 9/30,10/1 トゥルーイスト・パーク      | 9/30,10/1 トゥルーイスト・パーク      | 9/30,10/1 トゥルーイスト・パーク      | 9/30,10/1 トゥルーイスト・パーク      | 9/30,10/1 トゥルーイスト・パーク      | 9/30,10/1 トゥルーイスト・パーク      | 5                                 | 0                                 | 0                                 |                                   |                                   |                                   |                                   | 10/12-18 グローブライフ・フィールド | 10/12-18 グローブライフ・フィールド | 10/12-18 グローブライフ・フィールド | 10/12-18 グローブライフ・フィールド | 10/12-18 グローブライフ・フィールド | 10/12-18 グローブライフ・フィールド | 10/12-18 グローブライフ・フィールド |                         |                         |                         |                         |                  |                  |                                     |                                     |                                     |                                     |                                     |                                     |                                     |
| | 9/30,10/1 トゥルーイスト・パーク      | 9/30,10/1 トゥルーイスト・パーク      | 9/30,10/1 トゥルーイスト・パーク      | 9/30,10/1 トゥルーイスト・パーク      | 9/30,10/1 トゥルーイスト・パーク      | 9/30,10/1 トゥルーイスト・パーク      | 9/30,10/1 トゥルーイスト・パーク      |                                   | 9                                 | 2                                 | 7                                 |                                   |                                   |                                   |                                     | 10/12-18 グローブライフ・フィールド | 10/12-18 グローブライフ・フィールド | 10/12-18 グローブライフ・フィールド | 10/12-18 グローブライフ・フィールド | 10/12-18 グローブライフ・フィールド | 10/12-18 グローブライフ・フィールド |                         |                         |                         |                         |                  |                  |                                     |                                     |                                     |                                     |                                     |                                     |                                     |
| | 7                                     | レッズ                                | レッズ                                | レッズ                                | レッズ                                | レッズ                                | レッズ                                | 2                                 | ブレーブス                        | ブレーブス                        | ブレーブス                        | ブレーブス                        | ブレーブス                        | ブレーブス                        | 10/12-18 グローブライフ・フィールド | 10/12-18 グローブライフ・フィールド | 10/12-18 グローブライフ・フィールド | 10/12-18 グローブライフ・フィールド | 10/12-18 グローブライフ・フィールド | 10/12-18 グローブライフ・フィールド | 10/12-18 グローブライフ・フィールド |                         |                         |                         |                         |                  |                  |                                     |                                     |                                     |                                     |                                     |                                     |                                     |
| | 0                                     | 0                                     |                                       |                                       |                                       |                                       |                                       | 10/6-8 グローブライフ・フィールド | 10/6-8 グローブライフ・フィールド | 10/6-8 グローブライフ・フィールド | 10/6-8 グローブライフ・フィールド | 10/6-8 グローブライフ・フィールド | 10/6-8 グローブライフ・フィールド | 10/6-8 グローブライフ・フィールド | 10/12-18 グローブライフ・フィールド | 10/12-18 グローブライフ・フィールド | 10/12-18 グローブライフ・フィールド | 10/12-18 グローブライフ・フィールド | 10/12-18 グローブライフ・フィールド | 10/12-18 グローブライフ・フィールド | 10/12-18 グローブライフ・フィールド |                         |                         |                         |                         |                  |                  |                                     |                                     |                                     |                                     |                                     |                                     |                                     |
| | 1                                     | 5                                     |                                       |                                       |                                       |                                       |                                       | 10/6-8 グローブライフ・フィールド | 10/6-8 グローブライフ・フィールド | 10/6-8 グローブライフ・フィールド | 10/6-8 グローブライフ・フィールド | 10/6-8 グローブライフ・フィールド | 10/6-8 グローブライフ・フィールド | 10/6-8 グローブライフ・フィールド | 10/12-18 グローブライフ・フィールド | 10/12-18 グローブライフ・フィールド | 10/12-18 グローブライフ・フィールド | 10/12-18 グローブライフ・フィールド | 10/12-18 グローブライフ・フィールド | 10/12-18 グローブライフ・フィールド | 10/12-18 グローブライフ・フィールド |                         |                         |                         |                         |                  |                  |                                     |                                     |                                     |                                     |                                     |                                     |                                     |
| | 2                                     | ブレーブス                            | ブレーブス                            | ブレーブス                            | ブレーブス                            | ブレーブス                            | ブレーブス                            | 10/6-8 グローブライフ・フィールド | 10/6-8 グローブライフ・フィールド | 10/6-8 グローブライフ・フィールド | 10/6-8 グローブライフ・フィールド | 10/6-8 グローブライフ・フィールド | 10/6-8 グローブライフ・フィールド | 10/6-8 グローブライフ・フィールド | 2                                   | ブレーブス                          | ブレーブス                          | ブレーブス                          | ブレーブス                          | ブレーブス                          | ブレーブス                          |                         |                         |                         |                         |                  |                  |                                     |                                     |                                     |                                     |                                     |                                     |                                     |
| | 9/30,10/1,2 ペトコ・パーク            | 9/30,10/1,2 ペトコ・パーク            | 9/30,10/1,2 ペトコ・パーク            | 9/30,10/1,2 ペトコ・パーク            | 9/30,10/1,2 ペトコ・パーク            | 9/30,10/1,2 ペトコ・パーク            | 9/30,10/1,2 ペトコ・パーク            | 10/6-8 グローブライフ・フィールド | 10/6-8 グローブライフ・フィールド | 10/6-8 グローブライフ・フィールド | 10/6-8 グローブライフ・フィールド | 10/6-8 グローブライフ・フィールド | 10/6-8 グローブライフ・フィールド | 10/6-8 グローブライフ・フィールド | 5                                   | 8                                   | 3                                   | 10                                  | 3                                   | 1                                   | 3                                   |                         |                         |                         |                         |                  |                  |                                     |                                     |                                     |                                     |                                     |                                     |                                     |
| | 9/30,10/1,2 ペトコ・パーク            | 9/30,10/1,2 ペトコ・パーク            | 9/30,10/1,2 ペトコ・パーク            | 9/30,10/1,2 ペトコ・パーク            | 9/30,10/1,2 ペトコ・パーク            | 9/30,10/1,2 ペトコ・パーク            | 9/30,10/1,2 ペトコ・パーク            | 10/6-8 グローブライフ・フィールド | 10/6-8 グローブライフ・フィールド | 10/6-8 グローブライフ・フィールド | 10/6-8 グローブライフ・フィールド | 10/6-8 グローブライフ・フィールド | 10/6-8 グローブライフ・フィールド | 10/6-8 グローブライフ・フィールド |                                     | 1                                   | 7                                   | 15                                  | 2                                   | 7                                   | 3                                   | 4                       |                         |                         |                         |                  |                  |                                     |                                     |                                     |                                     |                                     |                                     |                                     |
| | 5                                     | カージナルス                          | カージナルス                          | カージナルス                          | カージナルス                          | カージナルス                          | カージナルス                          | 10/6-8 グローブライフ・フィールド | 10/6-8 グローブライフ・フィールド | 10/6-8 グローブライフ・フィールド | 10/6-8 グローブライフ・フィールド | 10/6-8 グローブライフ・フィールド | 10/6-8 グローブライフ・フィールド | 10/6-8 グローブライフ・フィールド | 1                                   | ドジャース                          | ドジャース                          | ドジャース                          | ドジャース                          | ドジャース                          | ドジャース                          |                         |                         |                         |                         |                  |                  |                                     |                                     |                                     |                                     |                                     |                                     |                                     |
| | 7                                     | 9                                     | 0                                     |                                       |                                       |                                       |                                       | 10/6-8 グローブライフ・フィールド | 10/6-8 グローブライフ・フィールド | 10/6-8 グローブライフ・フィールド | 10/6-8 グローブライフ・フィールド | 10/6-8 グローブライフ・フィールド | 10/6-8 グローブライフ・フィールド | 10/6-8 グローブライフ・フィールド | NLCS                                | NLCS                                | NLCS                                | NLCS                                | NLCS                                | NLCS                                | NLCS                                |                         |                         |                         |                         |                  |                  |                                     |                                     |                                     |                                     |                                     |                                     |                                     |
| | 4                                     | 11                                    | 4                                     |                                       |                                       |                                       |                                       | 10/6-8 グローブライフ・フィールド | 10/6-8 グローブライフ・フィールド | 10/6-8 グローブライフ・フィールド | 10/6-8 グローブライフ・フィールド | 10/6-8 グローブライフ・フィールド | 10/6-8 グローブライフ・フィールド | 10/6-8 グローブライフ・フィールド | NLCS                                | NLCS                                | NLCS                                | NLCS                                | NLCS                                | NLCS                                | NLCS                                |                         |                         |                         |                         |                  |                  |                                     |                                     |                                     |                                     |                                     |                                     |                                     |
| | 4                                     | パドレス                              | パドレス                              | パドレス                              | パドレス                              | パドレス                              | パドレス                              | 4                                 | パドレス                          | パドレス                          | パドレス                          | パドレス                          | パドレス                          | パドレス                          |                                     |                                     |                                     |                                     |                                     |                                     |                                     |                         |                         |                         |                         |                  |                  |                                     |                                     |                                     |                                     |                                     |                                     |                                     |
| | 9/30,10/1 ドジャー・スタジアム        | 9/30,10/1 ドジャー・スタジアム        | 9/30,10/1 ドジャー・スタジアム        | 9/30,10/1 ドジャー・スタジアム        | 9/30,10/1 ドジャー・スタジアム        | 9/30,10/1 ドジャー・スタジアム        | 9/30,10/1 ドジャー・スタジアム        | 1                                 | 5                                 | 3                                 |                                   |                                   |                                   |                                   |                                     |                                     |                                     |                                     |                                     |                                     |                                     |                         |                         |                         |                         |                  |                  |                                     |                                     |                                     |                                     |                                     |                                     |                                     |
| | 9/30,10/1 ドジャー・スタジアム        | 9/30,10/1 ドジャー・スタジアム        | 9/30,10/1 ドジャー・スタジアム        | 9/30,10/1 ドジャー・スタジアム        | 9/30,10/1 ドジャー・スタジアム        | 9/30,10/1 ドジャー・スタジアム        | 9/30,10/1 ドジャー・スタジアム        |                                   | 5                                 | 6                                 | 12                                |                                   |                                   |                                   |                                     |                                     |                                     |                                     |                                     |                                     |                                     |                         |                         |                         |                         |                  |                  |                                     |                                     |                                     |                                     |                                     |                                     |                                     |
| | 8                                     | パドレス                              | パドレス                              | パドレス                              | パドレス                              | パドレス                              | パドレス                              | 1                                 | ドジャース                        | ドジャース                        | ドジャース                        | ドジャース                        | ドジャース                        | ドジャース                        |                                     |                                     |                                     |                                     |                                     |                                     |                                     |                         |                         |                         |                         |                  |                  |                                     |                                     |                                     |                                     |                                     |                                     |                                     |
| | 2                                     | 0                                     |                                       |                                       |                                       |                                       |                                       | NLDS                              | NLDS                              | NLDS                              | NLDS                              | NLDS                              | NLDS                              | NLDS                              |                                     |                                     |                                     |                                     |                                     |                                     |                                     |                         |                         |                         |                         |                  |                  |                                     |                                     |                                     |                                     |                                     |                                     |                                     |
| | 4                                     | 3                                     |                                       |                                       |                                       |                                       |                                       | NLDS                              | NLDS                              | NLDS                              | NLDS                              | NLDS                              | NLDS                              | NLDS                              |                                     |                                     |                                     |                                     |                                     |                                     |                                     |                         |                         |                         |                         |                  |                  |                                     |                                     |                                     |                                     |                                     |                                     |                                     |
| | 1                                     | ドジャース                            | ドジャース                            | ドジャース                            | ドジャース                            | ドジャース                            | ドジャース                            |                                   |                                   |                                   |                                   |                                   |                                   |                                   |                                     |                                     |                                     |                                     |                                     |                                     |                                     |                         |                         |                         |                         |                  |                  |                                     |                                     |                                     |                                     |                                     |                                     |                                     |
| | NLWC                                  |                                       |                                       |                                       |                                       |                                       |                                       |                                   |                                   |                                   |                                   |                                   |                                   |                                   |                                     |                                     |                                     |                                     |                                     |                                     |                                     |                         |                         |                         |                         |                  |                  |                                     |                                     |                                     |                                     |                                     |                                     |                                     |
| |                                       |                                       |                                       |                                       |                                       |                                       |                                       |                                   |                                   |                                   |                                   |                                   |                                   |                                   |                                     |                                     |                                     |                                     |                                     |                                     |                                     |                         |                         |                         |                         |                  |                  |                                     |                                     |                                     |                                     |                                     |                                     |                                     |
| - 対戦カードはレギュラーシーズンのシード順で決定される - チーム名の左の数字は、レギュラーシーズンの結果に基づいて決定されたシード順 - ワイルドカードシリーズは、シード上位のホームグラウンドにて開催 - コロナ禍により、ディビジョナルシリーズ以降のスタジアムは事前に決定 - ワールドシリーズはレギュラーシーズンの勝率上位がシード順上位扱いとなる - 3回戦では3戦全て、5回戦では1・2・5戦、7回戦では1・2・6・7戦がシード上位の後攻となる - 日付はアメリカ東部時間 |                                       |                                       |                                       |                                       |                                       |                                       |                                       |                                   |                                   |                                   |                                   |                                   |                                   |                                   |                                     |                                     |                                     |                                     |                                     |                                     |                                     |                         |                         |                         |                         |                  |                  |                                     |                                     |                                     |                                     |                                     |                                     |                                     |

ワイルドカードゲーム
| 日付                     | 試合    | アウェイ球団（先攻）       | スコア | ホーム球団（後攻）     | 開催球場       |
| ------------------------ | ------- | -------------------------- | ------ | ---------------------- | -------------- |
| 9月30日                  | 第1試合 | セントルイス・カージナルス | 7-4    | サンディエゴ・パドレス | ペトコ・パーク |
| 10月1日                  | 第2試合 | セントルイス・カージナルス | 9-11   | サンディエゴ・パドレス | ペトコ・パーク |
| 10月2日                  | 第3試合 | セントルイス・カージナルス | 0-4    | サンディエゴ・パドレス | ペトコ・パーク |
| ワイルドカードゲーム敗退 |         |                            |        |                        |                |

### 先発変遷
| 打順 | 開幕戦             | 開幕戦 | 9月1日             | 9月1日 |
| ---- | ------------------ | ------ | ------------------ | ------ |
| 1    | ウォン             | 2B     | ウォン             | 2B     |
| 2    | エドマン           | 3B     | エドマン           | LF     |
| 3    | ゴールドシュミット | 1B     | ゴールドシュミット | 1B     |
| 4    | デヨング           | SS     | B.ミラー           | DH     |
| 5    | カーペンター       | DH     | デヨング           | SS     |
| 6    | モリーナ           | C      | モリーナ           | C      |
| 7    | ファウラー         | RF     | カーペンター       | 3B     |
| 8    | オニール           | LF     | ファウラー         | RF     |
| 9    | ベイダー           | CF     | トーマス           | CF     |
|      | フラハーティ       | P      | 金廣鉉             | P      |

## 首脳陣
| セントルイス・カージナルス 2020 | セントルイス・カージナルス 2020 | セントルイス・カージナルス 2020 | セントルイス・カージナルス 2020 |
| 背番号                          | 名前                            | 役職                            |                                 |
| ------------------------------- | ------------------------------- | ------------------------------- | ------------------------------- |
| 8                               | マイク・シルト                  | 監督                            |                                 |
| 37                              | オリバー・マーモル              | ベンチコーチ                    |                                 |
| 54                              | ジェフ・アルバート              | 打撃コーチ                      |                                 |
| 58                              | ジョベル・ヒメネス              | 打撃コーチ補佐                  |                                 |
| 31                              | マイク・マダックス              | 投手コーチ                      |                                 |
| 82                              | スタッビー・クラップ            | 一塁コーチ                      |                                 |
| 75                              | ロン・ワーナー                  | 三塁コーチ                      |                                 |
| 51                              | ウィリー・マギー                | アシスタントコーチ              |                                 |
| 72                              | ブライアン・エバースガード      | ブルペンコーチ                  |                                 |
| 94                              | ジェイミー・ポグ                | ブルペン捕手                    |                                 |
| 76                              | クレイニンガー・テラン          | ブルペン捕手                    |                                 |

## 個人成績

### 投手成績
※色付きは規定投球回数（60イニング）以上の選手
| 選 手                  | 登 板 | 完 投 | 完 封 | 勝 利 | 敗 戦 | セ ｜ ブ | 勝 率 | 投 球 回 | 被 安 打 | 被 本 塁 打 | 与 四 球 | 奪 三 振 | 失 点 | 自 責 点 | 防 御 率 |
| ---------------------- | ----- | ----- | ----- | ----- | ----- | -------- | ----- | -------- | -------- | ----------- | -------- | -------- | ----- | -------- | -------- |
| アダム・ウェインライト | 10    | 2     | 0     | 5     | 3     | 0        | .625  | 65.2     | 54       | 9           | 15       | 54       | 25    | 23       | 3.15     |

### 野手成績
※色付きは規定打数（186打数）以上の選手
| 選 手                      | 試 合 | 打 席 | 打 数 | 得 点 | 安 打 | 二 塁 打 | 三 塁 打 | 本 塁 打 | 打 点 | 盗 塁 | 犠 打 | 犠 飛 | 四 球 | 三 振 | 打 率 | 出 塁 率 |
| -------------------------- | ----- | ----- | ----- | ----- | ----- | -------- | -------- | -------- | ----- | ----- | ----- | ----- | ----- | ----- | ----- | -------- |
| トミー・エドマン           | 55    | 227   | 204   | 29    | 51    | 7        | 1        | 5        | 26    | 2     | 0     | 2     | 16    | 48    | .250  | .317     |
| ポール・ゴールドシュミット | 58    | 231   | 191   | 31    | 58    | 13       | 0        | 6        | 21    | 1     | 0     | 1     | 37    | 43    | .304  | .417     |

### 表彰
- アダム・ウェインライト
  - ロベルト・クレメンテ賞

- コルテン・ウォン
  - ゴールドグラブ賞（二塁手）

- タイラー・オニール
  - ゴールドグラブ賞（左翼手）

### 達成記録
- 9月24日 - ヤディアー・モリーナが通算2000安打、捕手史上12人目。